# جیسون گلد
جیسون گلد (انگلیسی: Jason Gould؛ زادهٔ ۲۹ دسامبر ۱۹۶۶) یک هنرپیشه، کارگردان، و تهیه‌کننده اهل ایالات متحده آمریکا است.
او در فیلم تصویر بزرگ بازی کرده است.